# ボルタンメトリー
ボルタンメトリー (voltammetry) は、電気化学における分析法のうち、測定する系にかける電位を変化させ、それに応答して変化する電流を計測し、それを解析することにより分析を行う方法の総称である。
多くの化学反応は、電子のやり取りを伴う酸化還元反応であり、電圧を印加して反応を進行させることができる。電位を反応の駆動力とすれば、反応速度は電流値で見ることができる。物質の種類によって反応する電位が異なるので、その電位は反応物質の定性分析に利用できるだけではなく、電流は反応物質の濃度に比例するので定量分析も行える。また電極表面における化学反応の過程の解析などに用いられる。得られる電流-電位曲線のことをボルタモグラムという。

## ボルタンメトリーの種類
ボルタンメトリーには以下のような分析方法が含まれる。詳細についてはそれぞれの項目を参照のこと。
リニアスイープボルタンメトリー電極電位を連続的に変化させ、流れる電流値を測定する。電気化学測定の最も基本的なもの。
クロノアンペロメトリー電位をある値から、ある瞬間に別の値へと変化させそのまま保持し、その際の電流-電位曲線を測定する。
ポーラログラフィー滴下水銀電極を用いて、時間当たり一定の割合でゆっくり電圧を変化させて電流-電位曲線を測定する。
回転円盤電極ボルタンメトリー回転円盤電極を用いて、時間当たり一定の割合でゆっくり電位を変化させて電流-電位曲線を測定する。
サイクリックボルタンメトリー電位を時間当たり一定の割合で比較的速い速度で上昇させて一定値まで上げた後、逆に同じ割合で下降させて元の電位まで戻し、その間の電流-電位曲線を測定する。
ストリッピングボルタンメトリー特定成分を微量分析するための方法で、目的成分が電極上に析出する電位をかけて電解して成分を電極上に濃縮した後、今度は目的成分が溶解する電位に変化させて電流を測定する。